# 원양1로
원양1로(Wonyang 1-ro)는 강원특별자치도 원주시 문막읍 에서 경기도 여주시 강천면 단석교차로를 잇는 82.2km 도로이다.

## 주요 경유지
강원특별자치도
- 원주시 (문막읍)

경기도
- 여주시 (강천면) - 양평군 (양동면)

## 노선
| 이름                 | 접속 노선 | 소재지 | 소재지                            | 비고 |
| -------------------- | --------- | ------ | --------------------------------- | ---- |
| (이름없음)           | 원문로    | 원주시 | 문막읍                            |      |
| 탑전교               |           | 여주시 | 강천면                            |      |
| 도전삼거리           | 부평로    | 여주시 | 강천면                            |      |
| 도전교               |           | 여주시 | 강천면                            |      |
| 심천교               |           | 여주시 | 강천면                            |      |
| 황골터널             |           | 여주시 | 강천면                            |      |
|                      | 양평군    | 양동면 |                                   |      |
| 진동2교              | 양평군    | 양동면 |                                   |      |
| 안산교               | 양평군    | 양동면 |                                   |      |
| 동양평 나들목 교차로 | 양평군    | 양동면 | 52호선 광주원주고속도로           |      |
| 단석2교              | 양평군    | 양동면 |                                   |      |
| 단석 교차로          | 양평군    | 양동면 | 국가지원지방도 제88호선 (여양3로) |      |
| 양동로와 직결        |           |        |                                   |      |